# Peter Männing
Peter Männing (* 3. Mai 1941 in Berlin; † 12. Mai 2021 in Berlin) war ein deutscher Politiker (SPD).

## Leben

### Abgeordneter
1975 zog Peter Männing als Nachrücker für den verstorbenen Roelf Heyen als Berliner Abgeordneter in den Deutschen Bundestag ein und war bis 1983 Mitglied des Deutschen Bundestages. Männing war SPD-Obmann im Unterausschuss für Abrüstung und im Auswärtigen Ausschuss. Er wurde zu den Fraktionsrechten der SPD gezählt und unterstützte die Position von Bundeskanzler Helmut Schmidt in der Nachrüstungsdebatte.

### Parteiarbeit
In den 1970er Jahren organisierte Peter Männing mehrere Wahlkämpfe für Helmut Schmidt. Nach der Wahl Helmut Schmidts im Jahr 1974 sollte Männing die Nachfolge von Günter Guillaume als persönlicher Referent des Bundeskanzlers antreten, scheiterte aber an der Sicherheitsüberprüfung. Peter Männing hatte auf einem Fragebogen unter früheren Reisen in den Ostblock zwar vier Reisen in den Tschechoslowakei angegeben, aber Reisen nach Ost-Berlin und in die DDR nicht aufgeführt. 2006 zählte er zu den Mitunterzeichnern von „Aufbruch Berlin“, in dem zu einer sozialdemokratischen Reformdebatte aufgerufen wird.